# Соб
Соб (мађ. Szob, слч. Soba) град је у крајње северној Мађарској. Соб је град у оквиру жупаније Пешта.
Град је имао 2.971 становника према подацима из 2008. године.

## Географија
Град Соб се налази у крајње северном делу Мађарске, на самој државној граници са Словачком, од које је разграничава гранична река Ипељ. Соб је од престонице Будимпеште удаљен око 75 километара северно.
Соб се управо образовао на ушћу где се у Дунав улива мања река Ипељ. Дато ушће од 1918. године је најнижа тачка Словачке на Дунаву. Он је узводно погранична река између Мађарске и Словачке, па Дунав управо код Соба у потпуности улази у подручје Мађарске.
Соб се налази у северном делу Панонске низије, на улазу у Вишеградску клисуру Дунава. Надморска висина места је око 110 m. Северно од града издиже се најјужније горје Татри.

## Галерија
- Железничка станица Соб
- Гранична река Ипељ код Соба
- Поглед на Соб